# Quaracchi
vulgo errante chiama.»
(Giovanni Rucellai, Le Api, 57-59)
Quaracchi è un sobborgo di Firenze, situato nella periferia ovest della città, appartiene amministrativamente al Quartiere 5 - Rifredi, ed è attraversato dal Fosso Macinante.

## Storia
Fece parte del soppresso comune di Brozzi fino al 1928, anno in cui fu annesso al comune di Firenze.
Il suo nome deriva dal latino “Ad claras aquas” per ricordarne gli specchi d’acqua che si contrapponevano alle paludi che ricoprivano l’Osmannoro. 
Fu in passato celebre per una casa editrice fondata da Bernardino da Portogruaro di stampo filosofico-religioso, i "Frati di Quaracchi" che operò in zona dalla seconda metà del XIX secolo agli inizi degli anni settanta del XX, quando i religiosi si trasferirono a Grottaferrata. I frati, che avevano comperato e ristrutturato la Villa Rucellai (che era ridotta ad una fabbrica di scope, produzione diffusa nella zona all'epoca) divennero celebri per le loro pubblicazioni su San Bonaventura e altri argomenti religiosi. 

## Monumenti
Tra i beni storici presenti, vanno ricordati la chiesa di San Pietro e la Villa Lo Specchio, di origine quattrocentesca ma pesantemente trasformata nei secoli successivi ed oggi sede della Facoltà di Agraria dell'Università degli Studi di Firenze.
Un piccolo oratorio sconsacrato è San Luca a Quaracchi, trasformato oggi in civile abitazione.

## Scuole
A Quaracchi è presente la Scuola Paritaria Primaria e per l'Infanzia "Vittorio Veneto", gestita dalla Suore Francescane dell'Immacolata e la Scuola Statale Secondaria di I grado "Paolo Uccello", facente parte dell'Istituto Comprensivo "Gandhi", oltre alla sede della Facoltà di Agraria dell'Università degli Studi di Firenze, menzionata sopra.

## Citazioni letterarie
Nonostante non sia mai stato teatro di eventi storici di grande importanza, il borgo di Quaracchi ha avuto l'onore di essere citato in alcune opere letterarie di buon valore come il "Malmantile racquistato" di Lorenzo Lippi (1647)
(Lorenzo Lippi, Il Malmantile racquistato)
e, come esempio negativo di terra di produzione di pessimo vino, nel "Bacco in Toscana" di Francesco Redi (1685)
(Francesco Redi, Bacco in Toscana)
era tanto pessima la fama del vino della zona che nel 1593 il Collegio degli Osti di Firenze lanciava una scherzosa condanna contro gli Accademici della Crusca in cui si stabiliva che ai dotti linguisti non venisse servito altro che il pessimo vino delle "Cinque Terre di Toscana" ovvero Brozzi, Quaracchi, Peretola, San Donnino e Lecore, così chiamate in contrappasso alle celebri Cinque Terre liguri, produttrici di vini eccellenti. Il vino di queste terre, a detta degli osti era particolarmente cattivo e sapeva di botte, di secco, di muffa, di leno, di cuoio, di marcorella.